# Frateschi
Das brasilianische Unternehmen Indústrias Reunidas Frateschi ist ein Modelleisenbahnhersteller mit Sitz in Ribeirão Preto in der Nähe von São Paulo. Das Unternehmen ist der einzige Modelleisenbahnhersteller in Südamerika.
Die Produkte von Frateschi werden mit Stand 2015 in folgenden Länder über Generalimporteure vertrieben: Argentinien, Australien, Chile, Neuseeland, Schweiz, Südafrika, Taiwan und Vereinigte Staaten.

## Geschichte

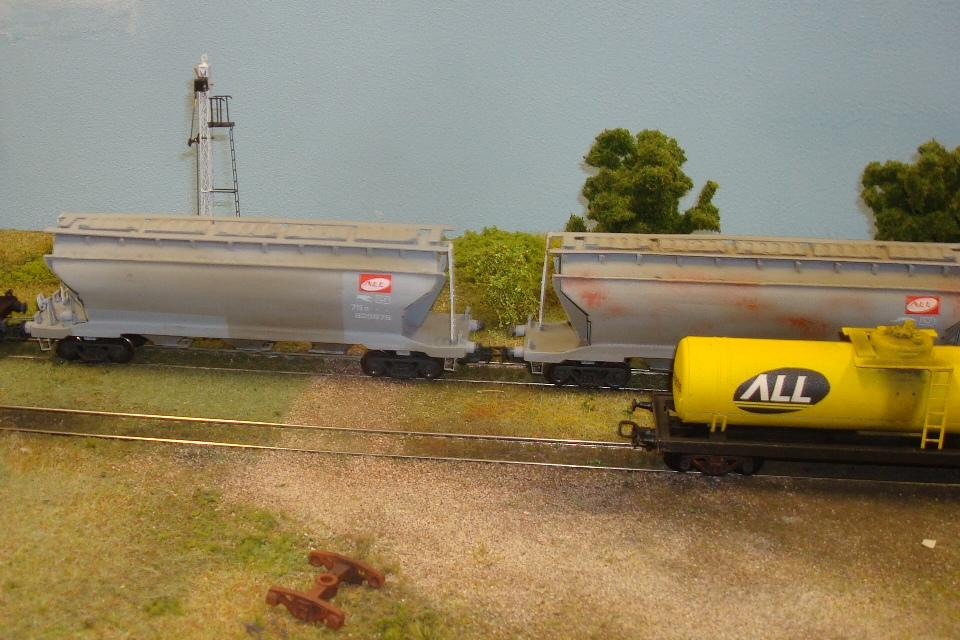
Modelle von Frateschi auf einer Modelleisenbahnausstellung

Im Jahr 1958 wurde die Spielzeugfabrik Frateschi von Galileu Frateschi gegründet, die Plüschtiere, Holzmöbel und Blechzüge produzierte. Es folgten die ersten Modelleisenbahnenprodukte wie Telefonmasten und Leitungsmasten. Im Jahr 1967 wurde die Spielzeugfabrik Frateschi nach Indústrias Reunidas Frateschi Ltda umbenannt um sich vollständig auf die Modelleisenbahnen zu konzentrieren. Im Jahr 1973 erschien der erste Katalog. Im Jahr 1988 wurde die letzte Nummer 44 des Informativo Frateschi veröffentlicht, die dann im Jahr 1988 durch die Zeitschrift Revista Brasileira de Ferromodelismo ersetzt wurde. Im Jahr 1993 begann die Zusammenarbeit mit Atlas und der Export in die Vereinigten Staaten. Am 22. August 2009 fand die 13. Zusammenkunft der Modelleisenbahner von Frateschi in São Carlos statt.

## Produkte
Frateschi ist ein Vollsortiment-Hersteller und stellt zu günstigen Preisen Fahrzeuge, ein Gleissystem mit Schienen aus Messing sowie entsprechendes Zubehör für die Nenngröße H0 nach südamerikanischen Vorbildern her. Eine Auswahl von Fahrzeugmodelle werde auch nach nordamerikanischen, afrikanischen, asiatischen, neuseeländischen und australischen Vorbildern gestaltet.
Sämtliche Fahrzeugmodelle, unabhängig von der Spurweite des Vorbildes, die zwischen 914 mm (Schmalspur, 3 Fuß) bis 1676 mm (Indische Breitspur, 5 ½ Fuß) liegt, sind für die Spur H0 mit einer Modellspurweite von 16,5 mm nach dem Zweischienen-Zweileiter-Gleissystem ausgelegt.